# Oxydia tenebrosa
Oxydia tenebrosa är en fjärilsart som beskrevs av Paul Dognin 1911. Oxydia tenebrosa ingår i släktet Oxydia och familjen mätare. Inga underarter finns listade i Catalogue of Life.